# اورا (ایتالیا)
اورا (به ایتالیایی: Ora) یک کومونه در ایتالیا است که در تیرول جنوبی واقع شده‌است. او را ۱۱٫۸ کیلومتر مربع مساحت و ۳٬۶۴۸ نفر جمعیت دارد و ۲۳۶ متر بالاتر از سطح دریا واقع شده‌است.